# Batak (cheval)
Pour l’article homonyme, voir Batak.
Le Batak (indonésien : kuda batak) , ou Deli, est une race chevaline originaire de Sumatra, en Indonésie, où elle est au centre de traditions impliquant des sacrifices et des courses.

## Histoire
Ce poney est également connu sous le nom de « Deli », soit kuda deli en indonésien. Il est possible que les premiers chevaux de l’île de Sumatra aient été introduits depuis l’Inde, mais aussi de Birmanie. Vers 1375, des étalons arabes auraient été croisés avec les chevaux de l’île (information reprise par la base de données DAD-IS et le guide Delachaux), cependant, cette origine arabe est peu crédible selon les experts de CAB International, en raison de la morphologie du Batak. La plupart des chevaux indonésiens actuels sont d'origine mongole.
Deli est le nom de la région du nord de Sumatra où se trouvaient les ports d'importation. Le Batak était traditionnellement « voué à être sacrifié aux dieux ».
La race ne dispose pas de stud-book.

## Description
Il appartient au groupe des poneys du sud-est asiatique,, et est morphologiquement proche du poney de Manipur. Le Batak mesure généralement entre 1,22 m et 1,32 m, d'après CAB International, 1,21 m à 1,35 m d'après le guide Delachaux, et 1,22 m à 1,26 m d'après DAD-IS. La masse corporelle est moyenne. Le Batak est doté d'une petite tête légère, légèrement convexe ou de profil rectiligne. Il possède une encolure courte, mince, rouée et bien conformée. Le Batak possède un poitrail étroit, un dos plutôt court, une croupe légèrement oblique et un port de queue attaché haut. Ses épaules sont fortement inclinées, ses membres sont solides et fins, ses pieds sont robustes et sûrs. 
Toutes les robes sont acceptées, y compris les robes pie et sabino. Cependant, le bai, l'alezan, le noir et le gris sont les plus fréquentes.
Ce poney est réputé calme et frugal.

## Utilisations
Le sacrifice du cheval était jadis répandu concernant cette race,. Le Batak est désormais utilisé monté, bâté, pour de la traction légère (qui forme l'utilisation principale d'après DAD-IS), et pour des courses. Il entre en croisement avec d'autres races indonésiennes. Il est aussi élevé pour sa viande.

## Diffusion de l'élevage
La race est localement adaptée, propre à Aceh et au nord de Sumatra. D'après l'évaluation de la FAO réalisée en 2007, la race « kuda-Batak » est « non menacée ». En 1997, 7 500 sujets sont comptabilisés, avec tendance à la baisse des effectifs. L'étude menée par l'université d'Uppsala, publiée en août 2010 pour la FAO, signale le Batak comme une race locale asiatique qui n'est pas menacée d'extinction. DAD-IS n'indique aucun niveau de menace (2018). Par ailleurs, l'ouvrage Equine Science (4e édition de 2012) le classe parmi les races de poneys peu connues au niveau international.